# قارچ‌های قلنبه
قارچ‌های بولتاسئائه(نام علمی: Boletaceae) نام یک تیره از راسته قارچ‌های بولتال است.